# Adam Gottlob Schirach

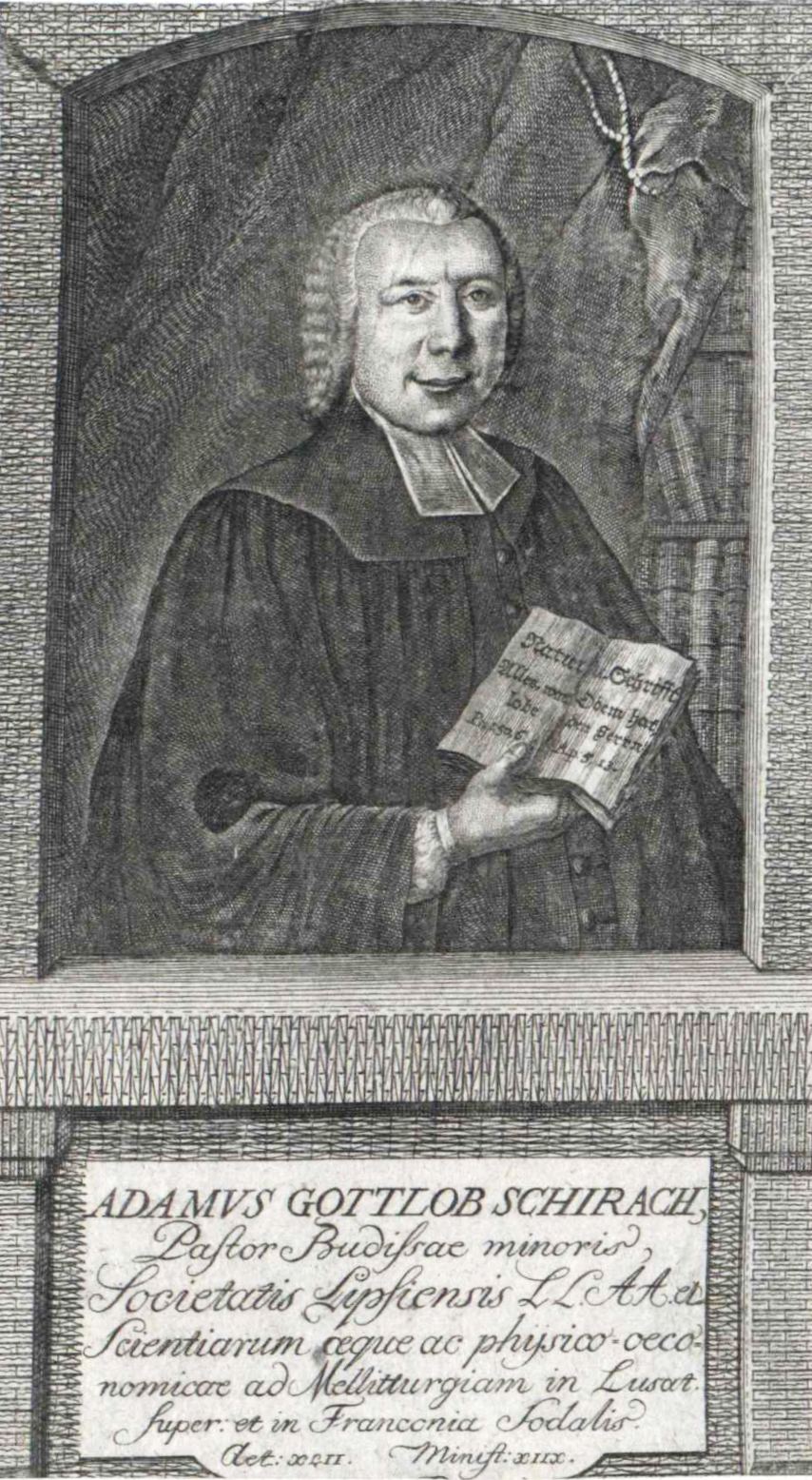
Adam Gottlob Schirach im Alter von 42 Jahren

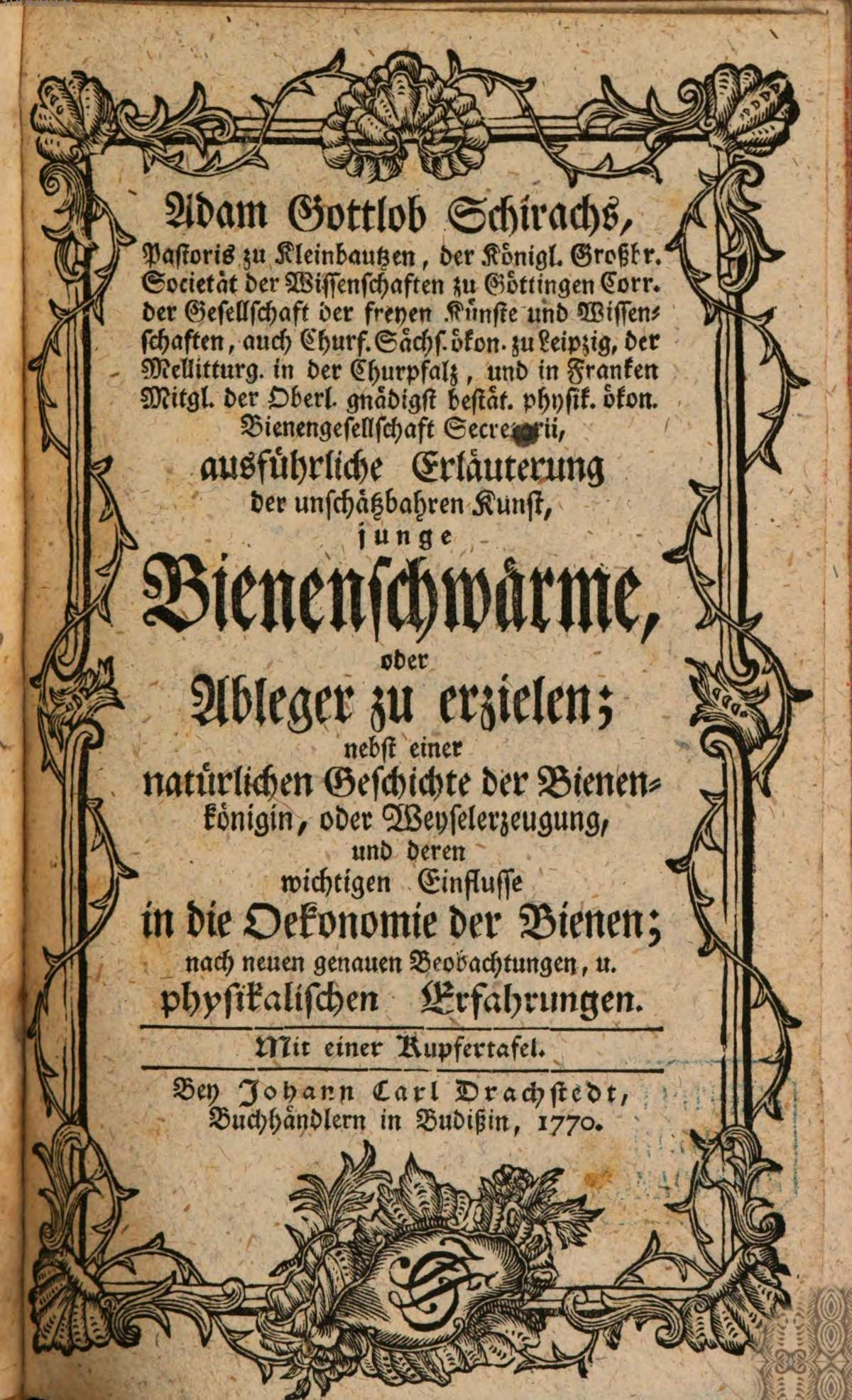
Titelseite 1770

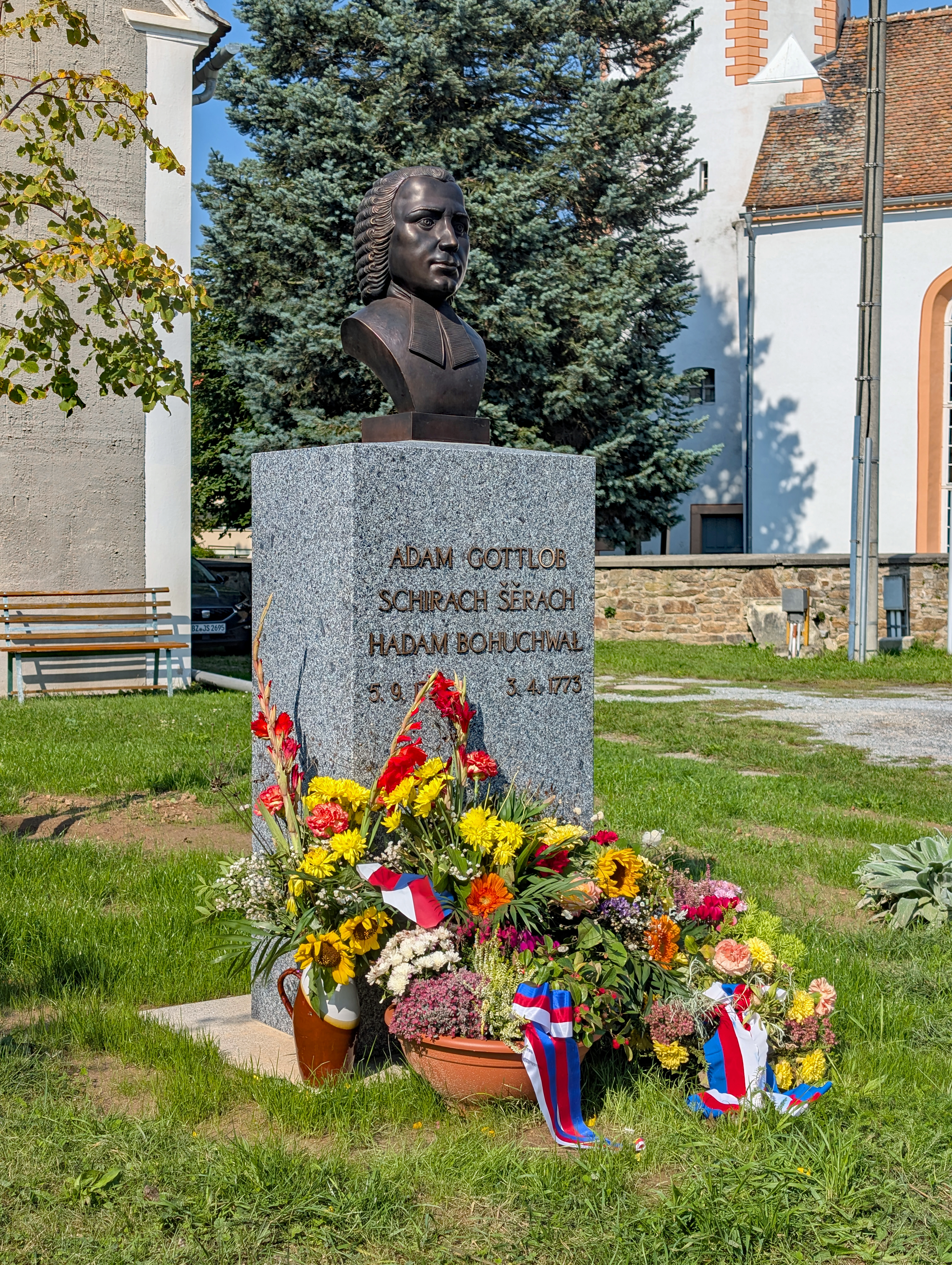
Schirach-Denkmal in Kleinbautzen

Adam Gottlob Schirach (obersorbisch Hadam Bohuchwał Šěrach; * 5. September 1724 in Nostitz; † 3. April 1773 in Kleinbautzen) war ein sorbischer evangelischer Pfarrer, Physikotheologe und Schriftsteller aus der Familie Schirach.

## Leben
Adam Gottlob Schirach war ein Sohn des Nostitzer Pfarrers Adam Zacharias Schirach (1693–1758) und dessen Frau Christiane Helena Schüller. Ab 1737 besuchte er die Fürstenschule St. Afra in Meißen und von 1743 an die Universität Leipzig, wo er sich dem Wendischen Prediger-Collegium (später Lausitzer Prediger-Gesellschaft, dann Sorabia) anschloss, das sein Vater 1716 mit fünf weiteren sorbischen Studenten gegründet hatte, um sich in der sorbischen Sprache zu üben. 1746 war er Hauslehrer in Budissin, 1748 erfolgte der Ruf in die Kleinbautzener Pfarrgemeinde. In den 25 Jahren dort war er literarisch sehr fruchtbar – sowohl um seine Gemeinde und die evangelischen Sorben der Oberlausitz im Glauben zu erbauen und zu stärken als auch als Naturforscher von internationalem Ansehen. Aus Anlass des 50-jährigen Bestehens der Predigergesellschaft am 10. Dezember 1766 gab er mit zwei weiteren ehemaligen Mitgliedern der Gesellschaft den „Kurzen Entwurf einer Oberlausitz-wendischen Kirchenhistorie, abgefaßt von einigen Oberl.wendischen evangel. Predigern. Budißin, 1767“ heraus. Er verweist dabei auf zahlreiche eigene Werke.
Schirach war Mitglied zahlreicher wissenschaftlicher Gesellschaften, so der Gesellschaft der freyen Künste und Wissenschaften in Leipzig und 1766 Gründer und ständiger Sekretär der physikalisch-oeconomischen Bienengesellschaft in Oberlausitz. Als solcher betreute er zwei junge Russen, Kawerzniev und Brodoffskoy, die zu Studienzwecken zu ihm geschickt worden waren. Seine letzten Lebensjahre waren besonders produktiv in Sachen Bienenkunde. 1769 erschien in Leipzig das Werk Sächsischer Bienenmeister, oder kurze Auslegung für den Landmann zur Bienenzucht …, das auch ins Englische übersetzt und 1796 in London gedruckt wurde, und 1770 in Budissin Ausführliche Erläuterung der unschätzbaren Kunst junge Bienenschwärme oder Ableger zu erzielen, das ins Französische übersetzt und 1771 in Den Haag gedruckt wurde.
1748 verheiratete Schirach sich mit Juliane Sophie Lange. Deren Sohn Karl Gottlob (Korla Bohuchwał) wurde ebenfalls Pfarrer und war Mitherausgeber der ersten sorbischen Zeitschrift Měsačne pismo k rozwučenju a wokřewjenju.

## Werke
- (mit Johann Friedrich Lange, Johann Gotttrau Böhmer und Georg Möhn): Teho woßebneho Muża Bożeho, D. Mertena Luthera, Domjaza Postilla, aby: Wukladowanja tych Szenjow nawschitke Nedzelje, Roczne Czaße… Sorbische Übersetzung von Luthers Hauspostille, Bautzen, 1749[3]
- Zyrkwine Klucże, aby nusne Roswucżenja. I. Wot tych kscheszijanskich zyrkwinych Waschnjow, a II. Menow tych Nedżelow, a ßwjatych Dnjow. (Kirchenschlüssel), Bautzen, 1750; sorbische Übersetzung von Valentin Ernst Löscher: Nöthige Fragen, von den in der christlichen Kirche üblichen Ceremonien, Dresden, 1727.
- Duchomne Kyrluschowe Knihi. Bohu kcžeszi a Sserbam kwužitku. Budyschin (Bautzen), 1751 und mehrere folgende Auflagen. (Evangelisches Gesangsbuch, mit 100 neuen Liedern vermehrt und mit einer Vorrede versehen)
- Sesbjerane sbotne Kruschki kraßneho Bożeho Dara, aby Pschidawk Woßom Dżesacż Nowych rjanych Duchownych Kyrlischow, a njekotrych krotkich Schtucżkow, kiż ßu k Bożej Cżeszi, a k wużitku tym lubym Sserbam. (Aufgehobene übrige Brocken der herrlichen Gabe Gottes, oder Zugabe achtzig schöner neuer Lieder und etlicher kurzer Verse, zur Ehre Gottes und den lieben Sorben zum Nutzen), Bautzen, 1756
- Die ewige Fürbitte des unvergänglichen Hohenpriesters Jesu Christi. Sorau, 1757
- Geheim-Schreiben eines Herrnhuters an einen seiner akademischen Schulfreunde, von Ehelotterien, Eheviertelstunden, Ehechor-Abendmahl, Ehechorfußwäsche u.s.w. Leipzig, 1757
- Von der Klarheit der Körper jener Auserwählten, und woher diese entspringe? bei Gelegenheit des Absterbens seines Vaters. Sorau, 1758
- Der Weg zum Himmel. Sorau, 1759 (Ist des Pastors Schwarz zu Lorenzkirch ins Sorbische übersetzter Entwurf eines Lehrbüchleins für die Jugend)
- Die für die Ewigkeit der Fürbitte Jesu Christi unbeweglichen Worte Hebräer 7,25 LUT. Bautzen, 1759
- Die Fürbitte Jesu – nicht in alle Ewigkeit, sondern nur bis ans Ende der Welt fortdauernd. Sorau, 1757 (Zur Verteidigung seiner davor erwähnten Schrift, gegen die Martin Schüller drucken ließ.[4])
- Christian Weise'ns andächtiger Christ ins Wendische übersetzt, Löbau, 1760[5]
- Ohnmaßgeblicher Vorschlag, wie man zu einem baldigen und erwünschten allgemeinen Frieden gelangen könne. Leipzig, 1760
- Das betende Zion zur Zeit des Kriegs. worinnen das vorgeschriebene Oberlausitzische Kriegsgebet erklärt worden. nebst noch hinzugethanen anderen Gebeten. Leipzig, 1760
- als Herausgeber: Die mit Natur und Kunst verknüpfte neuerfundene Oberlausitzsche Bienen-Vermehrung, oder Junge Bienen-Schwärme beym Anfange des May-Monats in Wohnstuben zu machen : Nebst andern nützlichen und erbaulichen Anmerkungen von Bienen / vorzüglich zur Verherrlichung unsers glorwürdigsten Schöpfers, David Richter, Budißin 1761
- Blümlein, die in dem Garten Jesu gepflückt sind, oder kurze Seufzer des Morgens, Abends, beym heil. Abendmahle, in Not und Tod an Jesum gerichtet. Wendisch. Leipzig, 1762
- Lobrede auf die klugen Zauderer. Leipzig, 1763
- Buchdrucker als geduldige Schaafe. Leipzig, 1763
- Das erhabene Bild jener Mosaischen, Christlichen und Himmlischen Aeltesten. Leipzig, 1763
- als Herausgeber: Sächsischer Bienenvater : oder des Herrn Palteau von Metz neue Bauart hölzerner Bienenstöcke, nebst der Kunst, die Bienen zu warten, und einer Naturgeschichte dieser Insekten., Leipzig 1766
- Melitto-theologia : Die Verherrlichung des glorwürdigen Schöpfers aus der wundervollen Biene. Dresden, 1767
- Neb. Kn. M. Krystijana Wajsy Kraßne Modlerske Knihi, Sa jeneho evangeliskeho Kscheszijana Rano, a Wecżor, w Zyrkwi a w Domi, w Khoroszi, a Strowoszi, na Rejżi, a tejż w ßmertnej Schtundżi. (Magister Christian Weises herrliches Gebetsbuch), Stolpen 1769
- Bayerischer Bienen-Meister : oder deutliche Anweisung zur Bienen-Wartung. München, 1770
- Horne Łużiske Schul-Knischki. (Das Oberlausitzwendische Schulbüchlein.) Bautzen, 1770
- Ausführliche Erläuterung der unschätzbahren Kunst, junge Bienenschwärme, oder Ableger zu erzielen: nebst einer natürlichen Geschichte der Bienenkönigin, oder Weyselerzeigung, und deren wichtigen Einflusse in die Oekonomie der Bienen. Budißin (Bautzen), 1770
- Natürliche Geschichte der Erd-Feld- oder Ackerschnecken : nebst einer Prüfung aller bisher bekannten Mittel wider dieselbigen, wobey viele neue physische Erfahrungen gemacht worden. Leipzig, 1772
- Wald-Bienenzucht, nach ihrer grossen Vortheilen, leichten Anlegung und Abwartung. Breslau, 1774